# Эль-Мубарраз
Эль-Муба́рраз (араб. المبرز‎) — город на востоке Саудовской Аравии. Является одним из двух крупнейших (наряду с Эль-Хуфуфом) городов Восточной провинции. Население — 285 067 человек (по данным переписи 2004 года).

## Общие сведения
Город находится на востоке оазиса Эль-Хаса, в 60 км от побережья Персидского залива. Через Эль-Мубарраз проходит автотрасса, соединяющая Эр-Рияд — столицу страны — с Эд-Даммамом (центром провинции).
В городе традиционно преобладали шииты-двунадесятники, хотя иммиграция из других частей страны привела к тому, что доля суннитов стала доходить до 50 %.